# Отмуже
Отмуже́ (фр. Hautmougey) — колишній муніципалітет у Франції, у регіоні Гранд-Ест, департамент Вогези. Населення — 157 осіб (2011).
Муніципалітет був розташований на відстані близько 310 км на схід від Парижа, 125 км на південь від Меца, 23 км на південний захід від Епіналя.

## Історія
До 2015 року муніципалітет перебував у складі регіону Лотарингія. Від 1 січня 2016 року належав до нового об'єднаного регіону Гранд-Ест.
1 січня 2017 року Отмуже, Бен-ле-Бен i Арсо було об'єднано в новий муніципалітет Ла-Вож-ле-Бен.

## Демографія
Динаміка населення (INSEE ):
Розподіл населення за віком та статтю (2006):
| Стать | Всього | До 15 років | 15-24 | 25-44 | 45-64 | 65-85 | Понад 85 |
| --- | ------ | ----------- | ----- | ----- | ----- | ----- | -------- |
| Чоловіки | 74     | 8           | 0     | 29    | 21    | 16    | 0        |
| Жінки | 74     | 21          | 8     | 20    | 21    | 4     | 0        |
| \| Статево-вікова піраміда \| Статево-вікова піраміда \| Статево-вікова піраміда \| \| ----------------------- \| ----------------------- \| ----------------------- \| \| Чоловіки \| Вік \| Жінки \| \| 0 \| 85 + \| 0 \| \| 0 \| 80-84 \| 0 \| \| 0 \| 75-79 \| 0 \| \| 8 \| 70-74 \| 4 \| \| 8 \| 65-69 \| 0 \| \| 0 \| 60-64 \| 13 \| \| 17 \| 55-59 \| 8 \| \| 4 \| 50-54 \| 0 \| \| 0 \| 45-49 \| 0 \| \| 4 \| 40-44 \| 8 \| \| 8 \| 35-39 \| 8 \| \| 13 \| 30-34 \| 4 \| \| 4 \| 25-29 \| 0 \| \| 0 \| 20-24 \| 4 \| \| 0 \| 15-20 \| 4 \| \| 8 \| 10-14 \| 8 \| \| 0 \| 5-9 \| 13 \| \| 0 \| 0-4 \| 0 \| |        |             |       |       |       |       |          |
| Статево-вікова піраміда |        |             |       |       |       |       |          |
| Чоловіки | Вік    | Жінки       |       |       |       |       |          |
| 0 | 85 +   | 0           |       |       |       |       |          |
| 0 | 80-84  | 0           |       |       |       |       |          |
| 0 | 75-79  | 0           |       |       |       |       |          |
| 8 | 70-74  | 4           |       |       |       |       |          |
| 8 | 65-69  | 0           |       |       |       |       |          |
| 0 | 60-64  | 13          |       |       |       |       |          |
| 17 | 55-59  | 8           |       |       |       |       |          |
| 4 | 50-54  | 0           |       |       |       |       |          |
| 0 | 45-49  | 0           |       |       |       |       |          |
| 4 | 40-44  | 8           |       |       |       |       |          |
| 8 | 35-39  | 8           |       |       |       |       |          |
| 13 | 30-34  | 4           |       |       |       |       |          |
| 4 | 25-29  | 0           |       |       |       |       |          |
| 0 | 20-24  | 4           |       |       |       |       |          |
| 0 | 15-20  | 4           |       |       |       |       |          |
| 8 | 10-14  | 8           |       |       |       |       |          |
| 0 | 5-9    | 13          |       |       |       |       |          |
| 0 | 0-4    | 0           |       |       |       |       |          |

## Економіка
2010 року серед 99 осіб працездатного віку (15—64 років) 60 були активними, 39 — неактивними (показник активності 60,6%, у 1999 році було 63,2%). З 60 активних мешканців працювало 50 осіб (29 чоловіків та 21 жінка), безробітними було 10 (4 чоловіки та 6 жінок). Серед 39 неактивних 5 осіб було учнями чи студентами, 21 — пенсіонерами, 13 були неактивними з інших причин.

У 2010 році в муніципалітеті числилось 68 оподаткованих домогосподарств, у яких проживали 164,5 особи, медіана доходів виносила 15 834 євро на одного особоспоживача